# الاس
الاس (به فرانسوی: Allos) یک کمون در فرانسه است که در Canton of Allos-Colmars واقع شده‌است.

## خصوصیات
الاس ۱۱۶٫۶۵ کیلومترمربع مساحت و ۶۹۱ نفر جمعیت دارد و ۱٬۴۲۵ متر بالاتر از سطح دریا واقع شده‌است.